# Engelbert Dollfuss
Cet article possède un paronyme, voir Dollfus.
Engelbert Dollfuss ou Dollfuß, né le 4 octobre 1892 à Texingtal (Autriche-Hongrie) et mort assassiné le 25 juillet 1934 à Vienne (Autriche), est un homme d'État autrichien. Il est chancelier fédéral d'Autriche du 20 mai 1932 à sa mort, instaurant un État autoritaire à partir du 4 mars 1933.

## Biographie

### Enfance

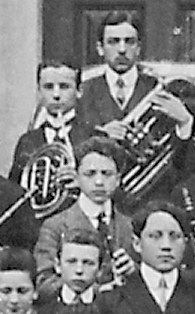
Engelbert Dollfuss (au milieu) jouant de la clarinette en 1912.

Né à Texingtal (Basse-Autriche), le 4 octobre 1892, Engelbert Dollfuss est le fils naturel de Josepha Dollfuss. Issu d’une famille de paysans catholiques très croyants, il envisagea de devenir prêtre. Mais il abandonne ce projet lorsqu’il entre, en 1913, à l’université de Vienne, où il étudie le droit.

### La première guerre militaire
L’année suivante, la Première Guerre mondiale éclate. Dollfuss s’engage dans l’armée mais est réformé à cause de sa petite taille de 1,51 m, qui lui valut plus tard le surnom de « Millimetternich ». Profondément vexé, il s’engage comme volontaire et, cette fois-ci, est mobilisé. Dollfuss part combattre les Italiens, gagnant ses galons d’aspirant, puis de lieutenant. En 1918, il est fait prisonnier, mais est rapidement libéré. La guerre finie, il rentre dans un pays amoindri et ruiné.

### Un conservateur agraire
En août 1919, Dollfuss, alors titulaire d’un doctorat en droit, devient secrétaire d’une coopérative agricole. Une des premières missions est d’inciter à la création de syndicats agricoles. Il voyage ainsi en Allemagne, où il fait la rencontre d’une riche paysanne protestante, Alwine Glienke, sa future épouse.
En 1922, promu président de la Caisse d'assurance agricole, il se lance dans la politique en tant que membre du parti conservateur « social-chrétien ». Ses idées, conservatrices et nationalistes, préconisent un État autoritaire « corporatif et chrétien » où l’indépendance de l’Autriche ne serait pas remise en cause.
Travailleur efficace, Dollfuss est élu en 1927 président de la Chambre d'agriculture (de) de la Basse-Autriche et est nommé en 1931, ministre de l’Agriculture. À la même époque, il est désigné comme successeur « spirituel » d'Ignaz Seipel, le chef du parti.

### Nouveau chancelier
Le 20 mai 1932, le président autrichien Wilhelm Miklas appelle Dollfuss au poste de chancelier. Cette nomination survient à un moment critique pour la jeune république autrichienne, touchée de plein fouet par la crise de 1929. Elle doit aussi faire face aux querelles politiques qui opposent marxistes et chrétiens. Dollfuss est décidé à suivre la politique de son prédécesseur Ignaz Seipel et, bien que son parti ne dispose que d’une voix de majorité au parlement, il refuse toute coalition avec les sociaux-démocrates.
Décidé à redresser la situation du pays, il se lance, non sans difficulté, dans le rétablissement de l’équilibre financier, œuvre à la stabilisation du schilling et à la réorganisation du Creditanstalt, une des principales banques autrichiennes.

### Un antinazi

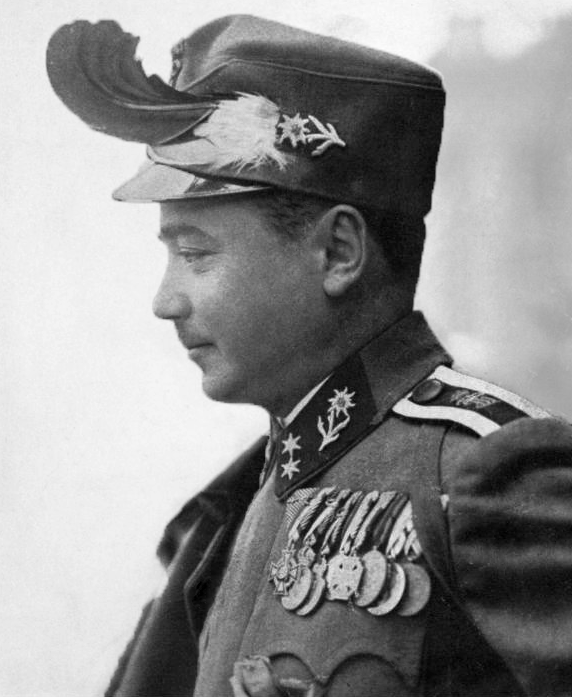
Engelbert Dollfuss en 1933.

Le 30 janvier 1933, Hitler est nommé chancelier d'Allemagne. Cet événement marque le début du combat que vont se mener le Parti nazi autrichien et Dollfuss ; l’un voulant l’Anschluss, l’autre la combattant fermement. Conscient de la puissance de son adversaire, Dollfuss essaie de trouver rapidement des alliés : à l’extérieur, Mussolini se révèle être un protecteur. Mais à l’intérieur, le chancelier tente vainement de créer un gouvernement de coalition avec les sociaux-démocrates. Ces derniers refusent tout compromis et exigent de nouvelles élections, que Dollfuss refuse à son tour.

### Dictature
Le 4 mars 1933, le président et les deux vice-présidents du Parlement démissionnent afin de pouvoir prendre part au vote particulièrement serré d'une loi. Engelbert Dollfuss déclare le Parlement dissous, en arguant qu'il est incapable de fonctionner. L’Autriche devient un État autoritaire, corporatif et catholique, appelé le Ständestaat. Il ne gouverne désormais que par décrets ; ce pouvoir dictatorial lui permet de supprimer le droit de grève et de réunion, ainsi que les cours d'assises, et d’interdire la presse marxiste. Commence alors ce que les historiens ont par la suite appelé l'austrofascisme.
Le 30 mai 1933, le Parti communiste d'Autriche est dissous, de même que le Parti nazi le 20 juin 1933. Ses nombreux membres actifs sont arrêtés et placés dans des camps de concentration. En réaction, la radio allemande le discrédite, utilisant le fait que son père soit inconnu pour l’accuser d’être un « demi-juif ». Il devient la cible à abattre pour les nazis autrichiens.

### Répression sanglante

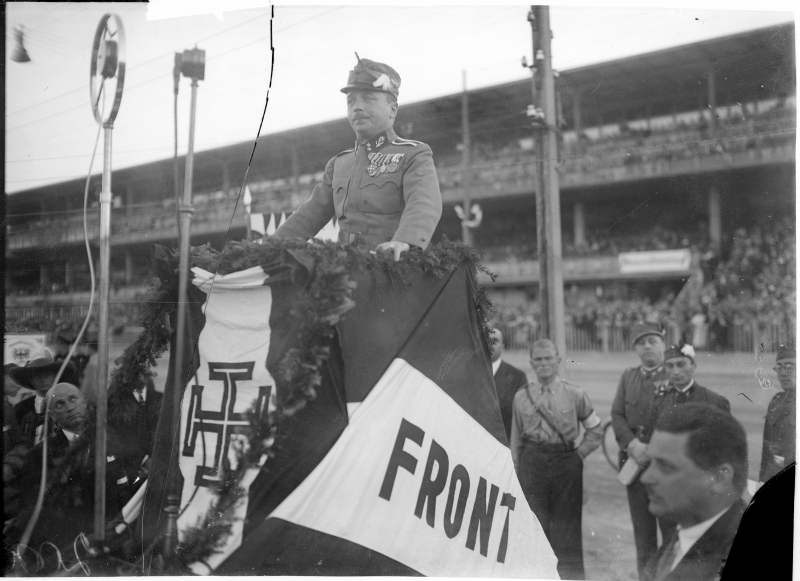
Dollfuss en uniforme de Kaiserjäger lors d'un rassemblement du Front patriotique.

Dollfuss fonde une ligue d’extrême droite, le Front patriotique, futur parti unique. Le corps de défense socialiste est dissous, la ville de Vienne, administrée par les sociaux-démocrates, se voit privée d'une partie considérable de ses revenus, les salariés socialistes reçoivent l'ordre, sous peine de perdre leur emploi, d’adhérer au nouveau parti de Dolfuss, le Front patriotique.
Les tensions politiques en Autriche s'accentuent. Le 3 octobre 1933, le chancelier Dollfuss échappe de peu à un attentat perpétré par les nazis. Le 19 janvier 1934, les socialistes, dernier parti légal de l’opposition, appellent à une grève générale et pacifique. Dollfuss réplique en arrêtant plus de 200 sociaux-démocrates, dont la plupart détenaient des postes clefs dans l'administration. Ces derniers restent néanmoins sur leur position pacifique et essaient de négocier.
La situation traîna pendant des mois, Dollfuss se livrant à des attaques, mineures mais systématiques, et les sociaux-démocrates continuant à conseiller la patience à leurs militants. Ils espéraient convaincre Dollfuss, devant la menace nazie, de cesser ses attaques contre le mouvement ouvrier. Lors d'un rassemblement ayant réuni un millier de délégués syndicaux à Vienne, un dirigeant social-démocrate rejeta les appels à l'action immédiate, affirmant : « Aussi longtemps qu'il y a la moindre chance d'éviter les horreurs de la guerre civile, nous sommes tenus par l'honneur et la conscience de la saisir.  »
Dollfuss disposait donc d'une assez large marge de manœuvre et se décida à passer à l'action de façon décisive contre les socialistes. C'est ce qu'il fit le 12 février 1934, après que son suppléant eut déclaré : « Nous allons commencer à nettoyer l'Autriche. Nous allons faire le travail à fond. » Le gouvernement ordonne des perquisitions pour trouver des armes chez les anciens membres du republikanischer Schutzbund. Ceux-ci se défendent, provoquant des combats de rues avec la police et l'armée. Les affrontements entre civils armés et forces de police sont un carnage : on décompte environ 1 500 à 2 000 morts et près de 5 000 blessés. Le 16 février, l’insurrection est matée et le chancelier interdit le Parti socialiste.

### Seul au pouvoir
Dollfuss se retrouve seul maître au pouvoir. Le pays est en partie détruit et il est désormais vu comme un dictateur sanguinaire : il perd peu à peu ses soutiens internationaux. De plus, les socialistes sont désormais évincés.
Il met officiellement en place, le 1er mai 1934, une nouvelle constitution : l’Autriche cesse d’être une république et devient un « État corporatif » et autoritaire, où des élections auraient lieu « quand les circonstances le permettront ».

### Échec du coup d’État et assassinat
Dollfuss tente un dernier rapprochement avec les sociaux-démocrates le 11 juillet 1934 et renvoie son très impopulaire ministre de l’Intérieur, Emil Fey. Mais la situation continue à se dégrader. Son dernier soutien est alors celui de Mussolini qui, au grand regret de Hitler furieux de voir que Dollfuss a dissous le Parti nazi autrichien et envoyé ses représentants dans des camps de concentration, ne partage pas les mêmes idées sur l’Autriche.
Le 25 juillet 1934, des nazis autrichiens membres du « régiment SS 89 », déguisés en militaires, prévoient de prendre en otage le Conseil des ministres, le président Miklas, ainsi que les responsables des principaux médias du pays. Mais cette tentative de putsch échoue grâce à l’intervention de Fey qui prévient à temps Dollfuss. Celui-ci tente alors de s’enfuir de la chancellerie mais il est surpris par les nazis, grièvement blessé et meurt dans la journée de ses blessures. Profondément choquée par cet assassinat, l’opinion publique le voit désormais comme un héros ayant fermement combattu le nazisme.

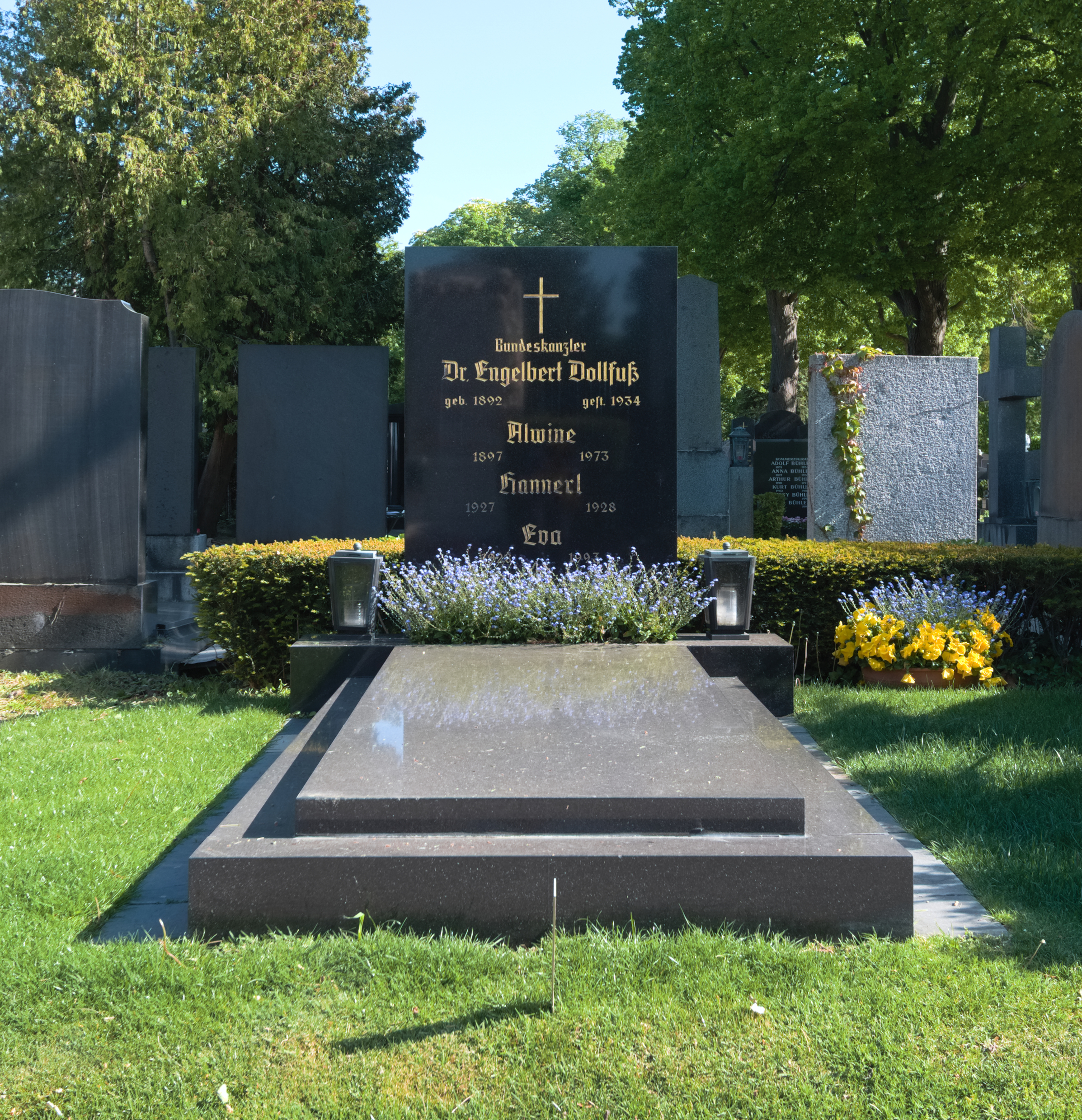
Tombe d'Engelbert Dollfus au cimetière de Hietzing (Vienne).

Engelbert Dollfus est inhumé au cimetière de Hietzing, à Vienne.
Kurt Schuschnigg lui succède à la chancellerie et poursuit son œuvre jusqu'à ce que l'Anschluss mette un terme à cette politique.